# Set Your Goals
I Set Your Goals (abbreviato in SYG) sono un gruppo pop punk di San Francisco, California. Il loro nome deriva dal primo album dei CIV, formazione hardcore punk formata da ex-componenti di Gorilla Biscuits e Youth of Today.

## Storia
Nel maggio 2004 pubblicano con la Straight On Records il loro primo EP che verrà poi ripubblicato subito dopo la firma con la Eulogy Records sotto il nome di Reset (2006).
Nel luglio dello stesso anno ecco il primo album di studio, Mutiny!, album che presenta forti influenze di formazioni hardcore come Lifetime e Kid Dynamite e pop punk di New Found Glory e The Movielife. Assieme a Vinnie Caruana, cantante degli I Am the Avalanche, hanno ricostituito i Movielife per uno speciale show al Bamboozle Festival 2008. Nella primavera dello stesso anno hanno pubblicato su diversi social network The Fallen. Durante il Warped Tour 2008 i SYG hanno suonato sullo Smartpunk Stage assieme a band come A Day to Remember e Four Year Strong. Il 21 luglio 2009 è uscito il secondo album della formazione, This Will Be the Death of Us, pubblicato dalla Epitaph Records. Il 27 giugno 2011 pubblicano il loro terzo album, intitolato Burning at Both Ends.

## Formazione

### Formazione attuale
- Matt Wilson - voce, piano (2004 - presente)
- Jordan Brown - voce (2004 - presente)
- Daniel Coddaire - chitarra solista, cori (2004 - 2006, 2008 - presente)
- Audelio Flores, Jr. - chitarra ritmica, cori (2006 - presente)
- Joseph Saucedo - basso, cori (2005 - presente)
- Michael Ambrose - batteria, percussioni (2005 - presente)

### Ex componenti
- Dave Yoha - chitarra (2005 - 2007)
- Manuel Peralez - chitarra (2004 - 2006)
- Israel Branson - basso (2004)
- Tim Brooks - chitarra (2004)
- Mike Quirk - basso (2004 - 2005)
- Jason Bryceman - basso (2005)

## Discografia

### Album in studio
- 2006 - Mutiny!
- 2009 - This Will Be the Death of Us
- 2011 - Burning at Both Ends

### EP
- 2004 - Set Your Goals Demo
- 2006 - Reset
- 2006 - Steal Your Goals